# Rhys Gemmell
Rhys Thomas Hopkins Gemmell (Caulfield, 4 marzo 1896 – 10 maggio 1972) è stato un tennista australiano.

## Carriera
Ha conquistato due titoli agli Australasian Championships 1921, nel singolare ha sconfitto Alf Hedeman in tre set mentre nel doppio maschile ha vinto il torneo in coppia con Stanley Eaton.

## Finali del Grande Slam

### Singolare

#### Vittorie (1)
| Anno | Torneo                            | Superficie | Avversario in finale | Punteggio     |
| ---- | --------------------------------- | ---------- | -------------------- | ------------- |
| 1921 | Australasian Championships, Perth | Erba       | Alf Hedeman          | 7-5, 6-1, 6-4 |

### Doppio

#### Vittorie (1)
| Anno | Torneo                            | Superficie | Compagno      | Avversari in finale       | Punteggio     |
| ---- | --------------------------------- | ---------- | ------------- | ------------------------- | ------------- |
| 1921 | Australasian Championships, Perth | Erba       | Stanley Eaton | N. Brearley Edward Stokes | 7-5, 6-3, 6-3 |